# Cyrus Edwin Dallin
Pour les articles homonymes, voir Dallin.
Cyrus Edwin Dallin, né le 22 novembre 1861 à Springville (Utah) et mort le 14 novembre 1944 à Arlington (Massachusetts), est un sculpteur et archer américain.
Il crée plus de 260 œuvres, dont des statues notables de Paul Revere et d'Amérindiens. Il a sculpté la statue de l'ange Moroni qui se situe en haut du temple de Salt Lake City, devenue un symbole de l'Église de Jésus-Christ des saints des derniers jours, et est généralement le modèle de plusieurs statues de l'ange Moroni présentes sur la flèche des temples mormons.

## Biographie

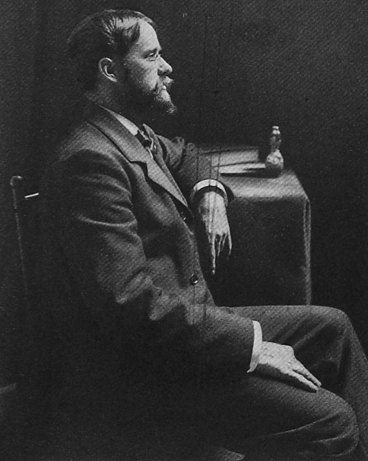
Portrait de Dallin, 1899

Dallin, fils de Thomas and Jane (Hamer) Dallin, est né en 1861 à Springville (Utah), dans une famille appartenant à l'Église de Jésus-Christ des saints des derniers jours. À l'âge de 19 ans, il part à Boston pour des études de sculpture avec Truman Howe Bartlett. Il étudie ensuite à Paris, avec Henri Chapu et à l'Académie Julian.
En 1883, il participe à un concours pour créer une statue de Paul Revere. Il obtient une mention honorable au Salon des artistes français de 1890 puis une médaille d'argent à l'Exposition universelle de 1900 et une médaille de 3e classe en 1909.
Il reçoit un contrat, mais il faut attendre 1899 pour que son travail soit accepté. Dallin crée cinq versions de Paul Revere ; la statue n'est rendue publique qu'en 1940,.
Dallin n'est pas membre de l'Église de Jésus-Christ des saints des derniers jours et décline la première offre pour sculpter l'ange Moroni au sommet du temple mormon de Salt Lake City. Dallin accepte finalement de sculpter l'ange et affirme après la création de la statue : « My angel Moroni brought me nearer to God than anything I ever did ».
À Boston, il travaille avec Augustus Saint-Gaudens et devient un ami proche de John Singer Sargent. Il épouse Vittoria Colonna Murray en 1891. En 1897, il retourne à Paris et étudie sous Jean Dampt. Son œuvre Medicine Man est récompensée d'une médaille d'argent à l'Exposition universelle de 1900.
Il part ensuite avec sa femme à Arlington en 1900, où ils vivent le reste de leur vie, et ont trois enfants. Cyrus Dallin est membre de la faculté de l'École normale d'art du Massachusetts, depuis renommée Massachusetts College of Art and Design, de 1899 à 1941.

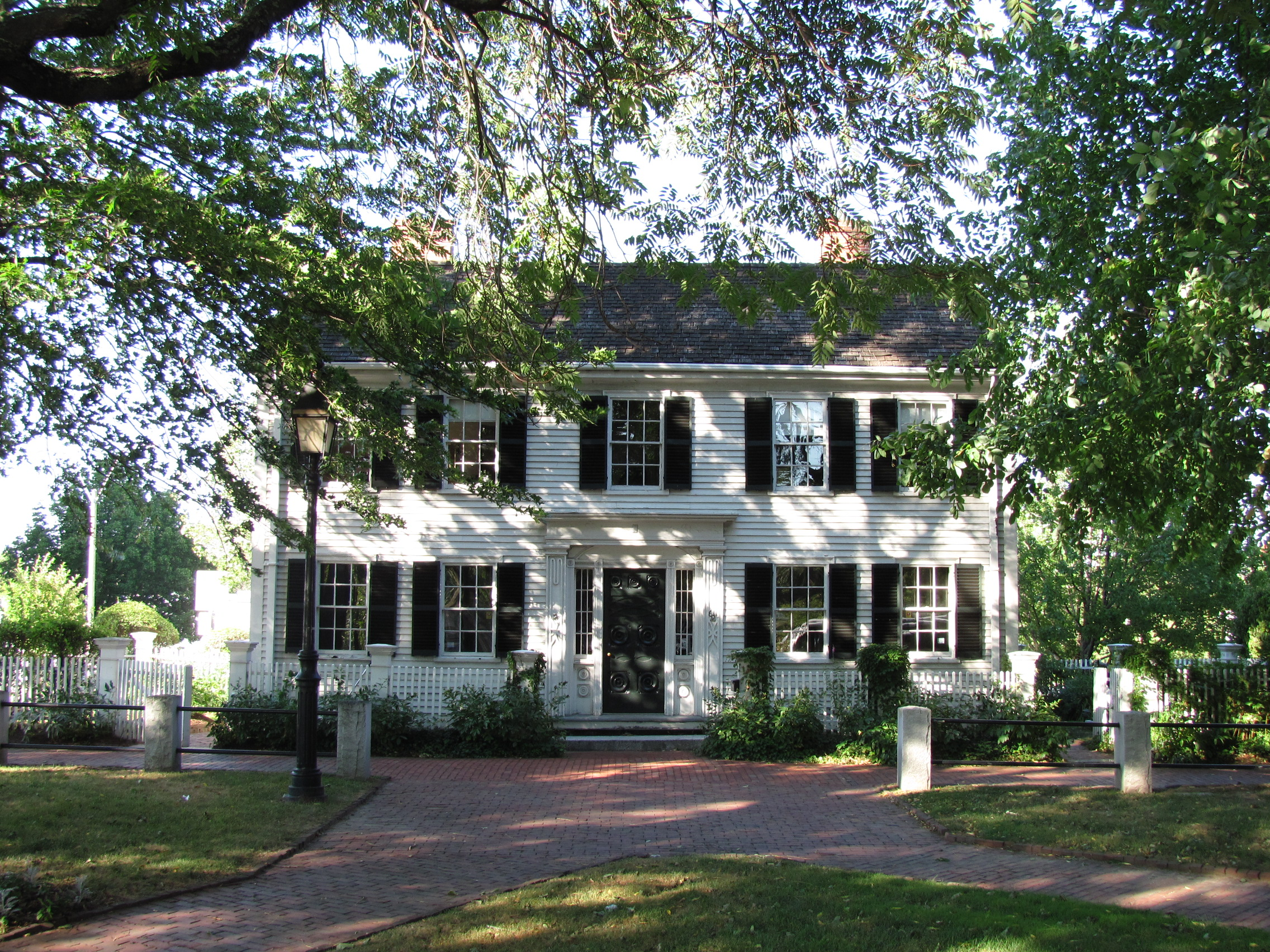
Musée d'art Cyrus E. Dallin à Arlington.

Aux Jeux olympiques d'été de 1904 à Saint-Louis, Dallin participe aux épreuves de tir à l'arc, remportant la médaille de bronze dans la compétition par équipe. Il se classe neuvième de l'épreuve individuelle de Double American round et douzième de l'épreuve de Double York round.

## Postérité
Un musée d'art porte son nom à Arlington ainsi qu'une école élémentaire.
Plus d'une trentaine de ses œuvres sont exposées au Musée d'art de Springville, où il est né.
Ses écrits sont conservés aux archives d'art américain du Smithsonian.

## Œuvres

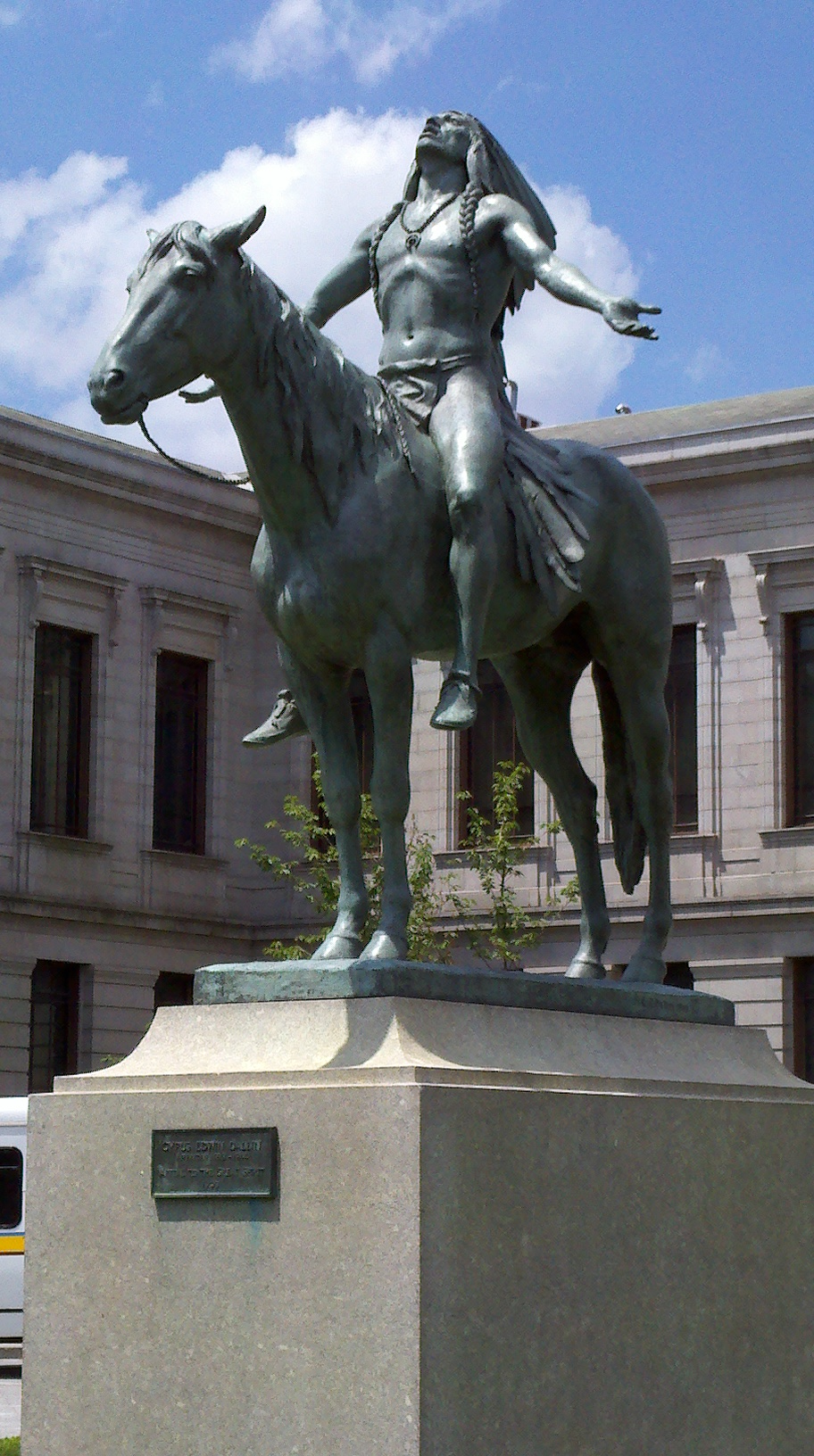
Appeal to the Great Spirit - une statue de bronze à grandeur humaine sculptée par Cyrus E. Dallin en 1909.

Parmi les sculptures de Cyrus Dallin, on retrouve :
- On the Warpath (ca 1920), Musée des beaux-arts de l'Utah
- The Scout (1910), Musée des beaux-arts de l'Utah
- View of Hobble Creek (ca 1900), Musée des beaux-arts de l'Utah
- Signal of Peace, (1890), Lincoln Park, Chicago
- Moroni, (1893) au sommet du Temple de Salt Lake City
- The Medicine Man (Dallin), (1899), Fairmount Park, Philadelphie
- Paul Revere, (1899) Boston
- [Eli Whitney Tablet, (1902), Augusta (Géorgie)[10]
- The Protest, (1904)
- The Pickett, (1905), Hanover (Pennsylvanie)[11]
- Appeal to the Great Spirit, (1909), Musée des beaux-arts de Boston ; à Muncie (Indiana) ; Tulsa (Oklahoma)
- Menotomy Indian Hunter, (1911), Town Hall, Arlington, Massachusetts
- Scout, (1914), Penn Valley Park, Kansas City, Missouri
- Massasoit, (1920) Plymouth, Mass.
- Passing of the Buffalo, (1929)
- Spirit of Life, (1929)
- Pioneer Women of Utah, (1931), Springville (Utah)[12].

Appeal to the Great Spirit est la dernière œuvre d'une série de quatre sculptures nommée The Epic of the Indian, où l'on trouve The Signal of Peace représentant l'accueil (1890), Medicine Man représentant l'avertissement (1899), The Protest représentant la défiance (1904),. En 1909, la sculpture est exposée à Paris et gagne le premier prix lors de son exposition au Salon de Paris. Il existe trois répliques de même dimension de cette sculpture : celle de Boston est devant l'entrée principale du Musée des beaux-arts de Boston. La sculpture de Muncie se situe au croisement des rues de Walnut et de Granville, et est considérée par les gens du cru comme étant l'un des symboles de leur ville. La réplique la plus récente est celle du Parc de Woodward à Tulsa, à l'intersection de la 21e rue et de la rue Peoria, présente depuis novembre 1985,. Des miniatures de la statue sont vendues pour près de 10 000 dollars américains.

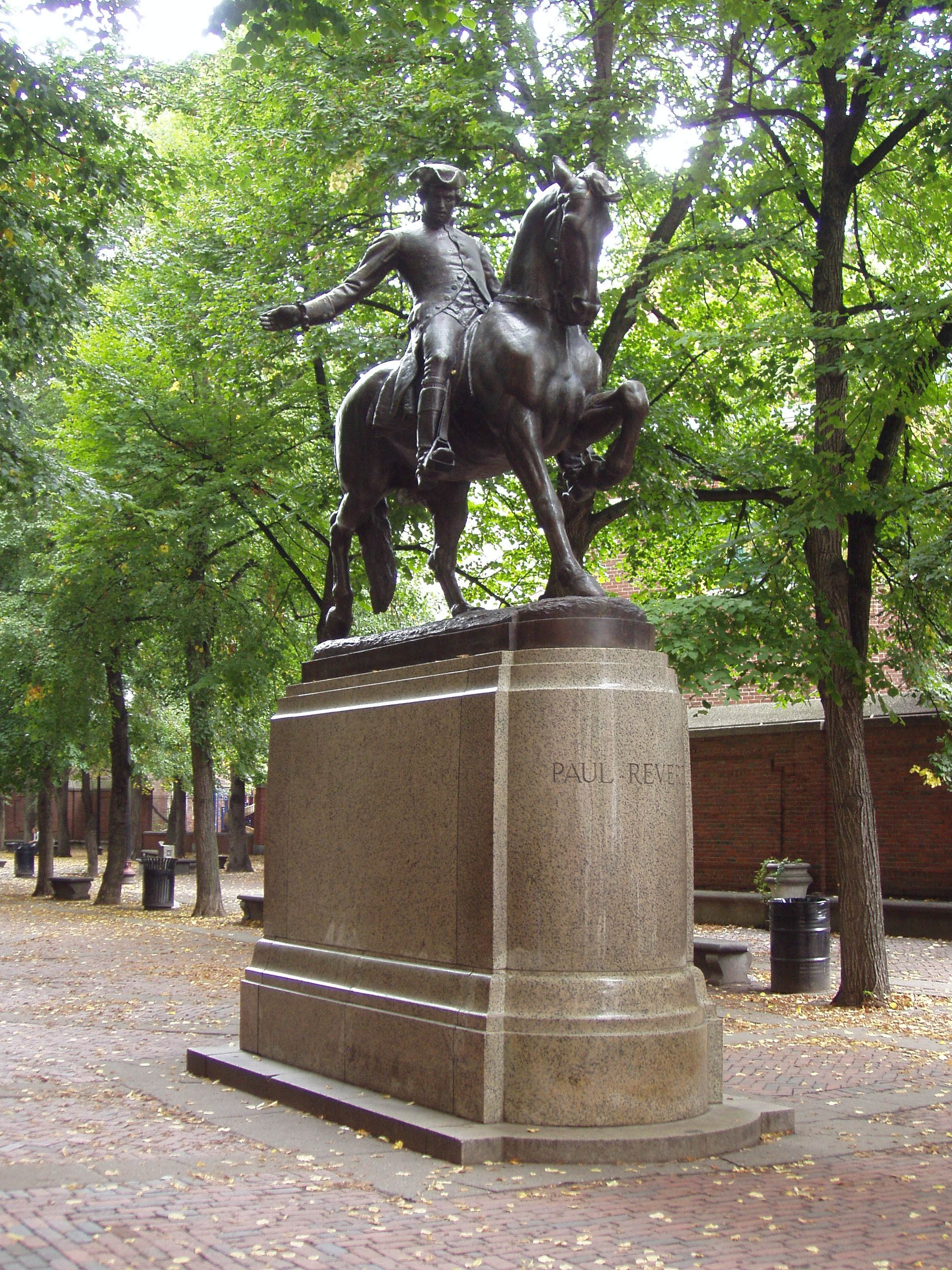
Statue de Paul Revere, North End, Boston
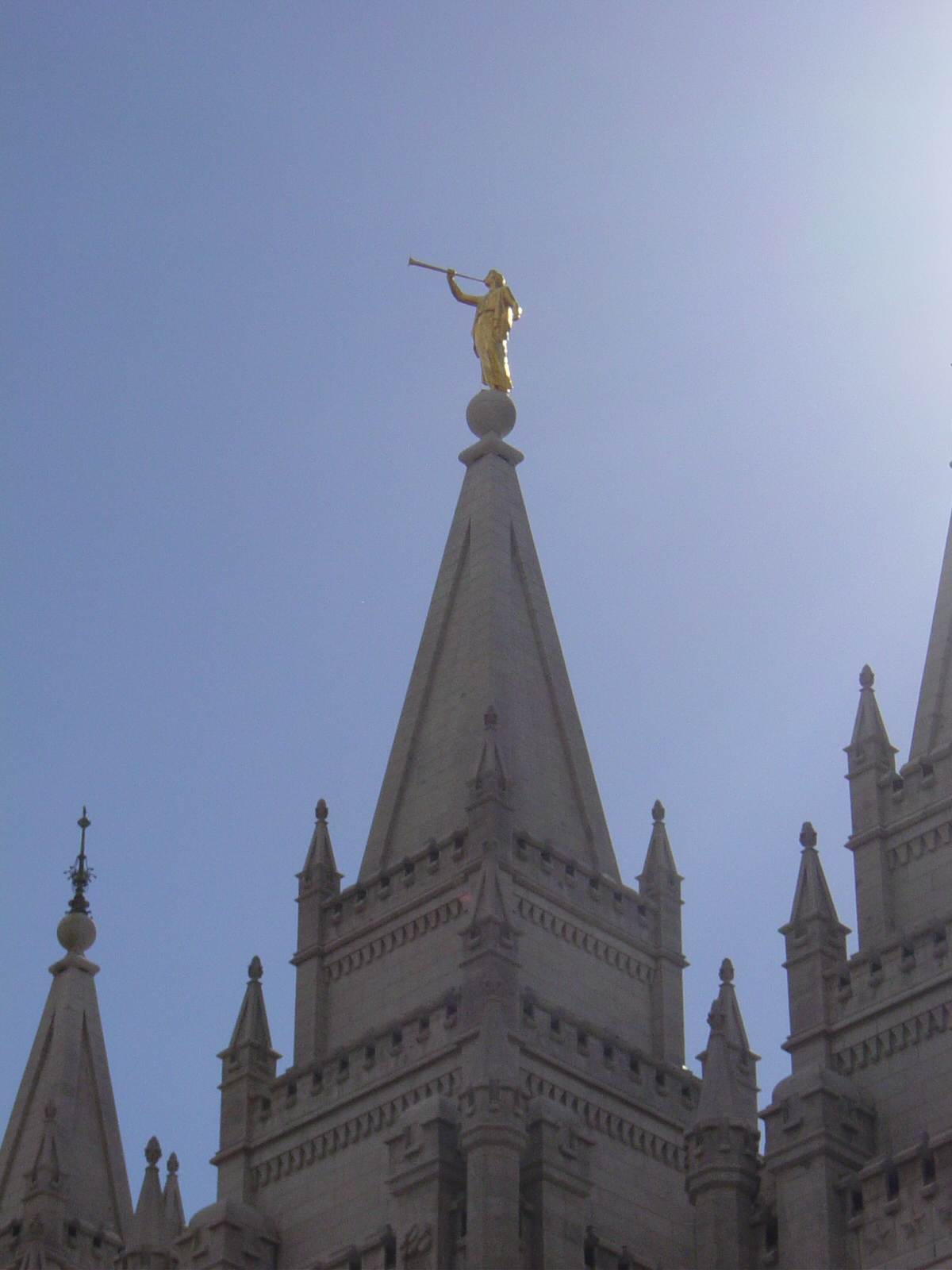
Ange Moroni au sommet du Temple de Salt Lake City
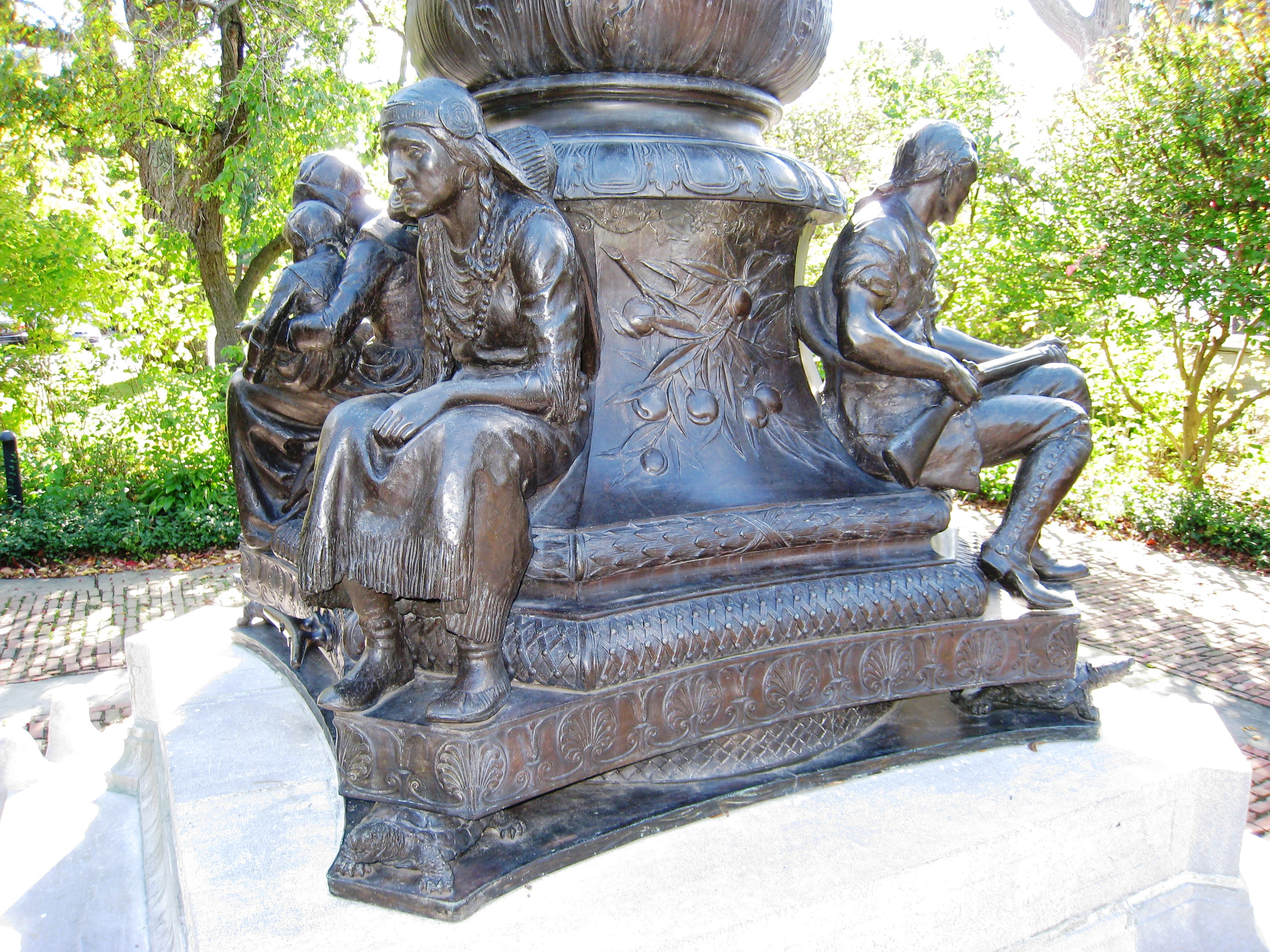
Robbins Memorial Flagstaff (a)
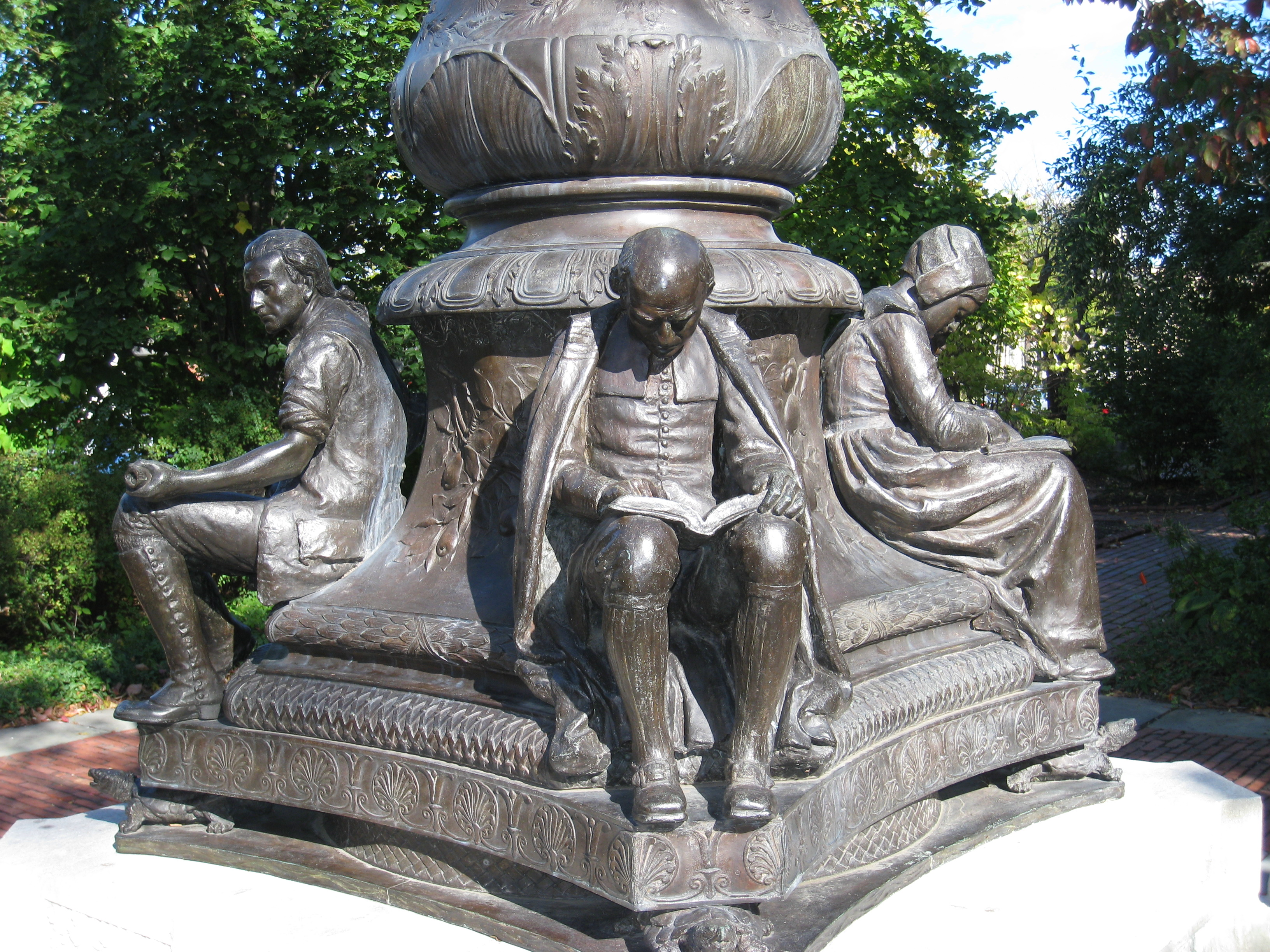
Robbins Memorial Flagstaff (b)
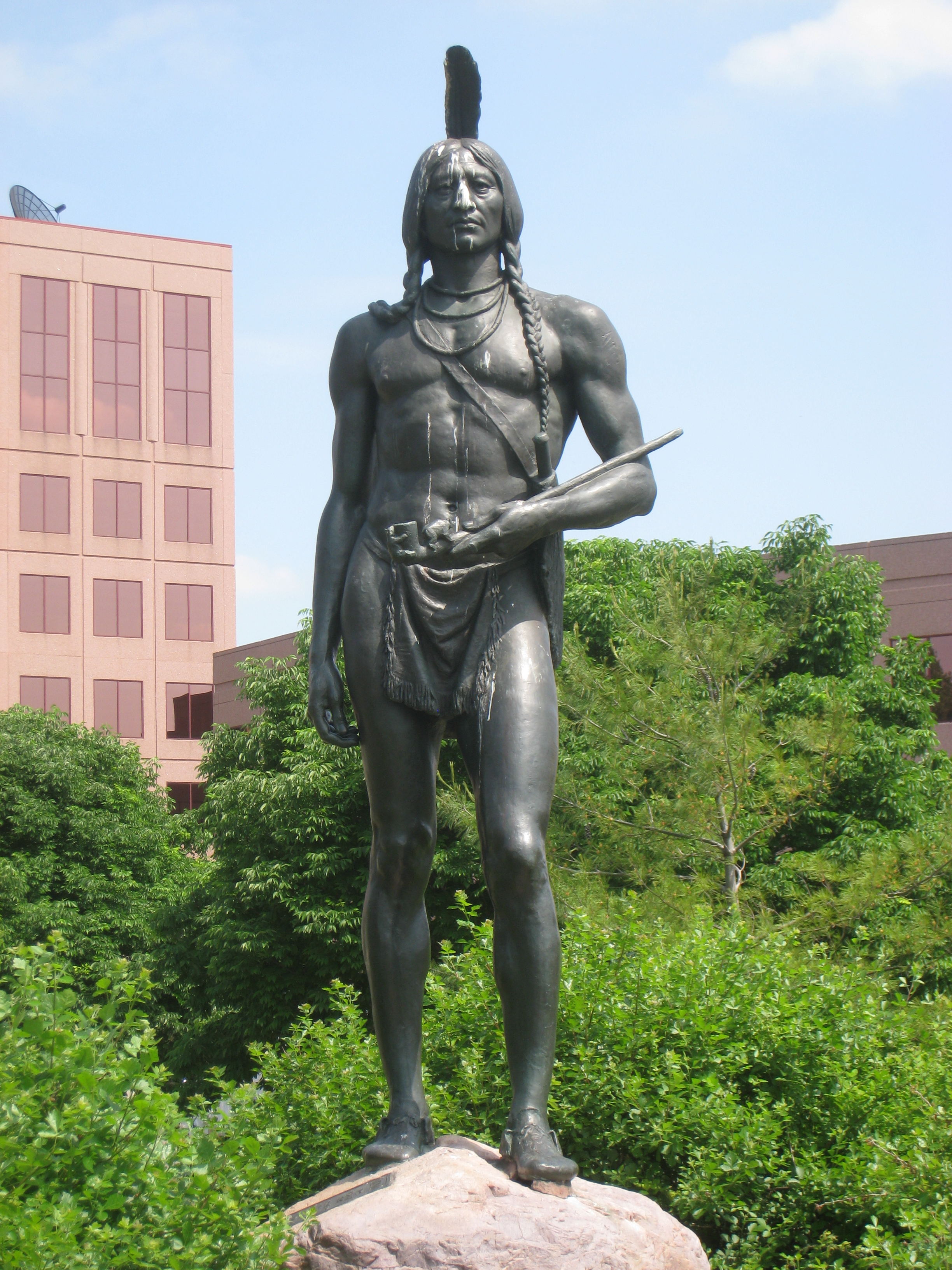
Massasoit, Kansas City (Missouri)
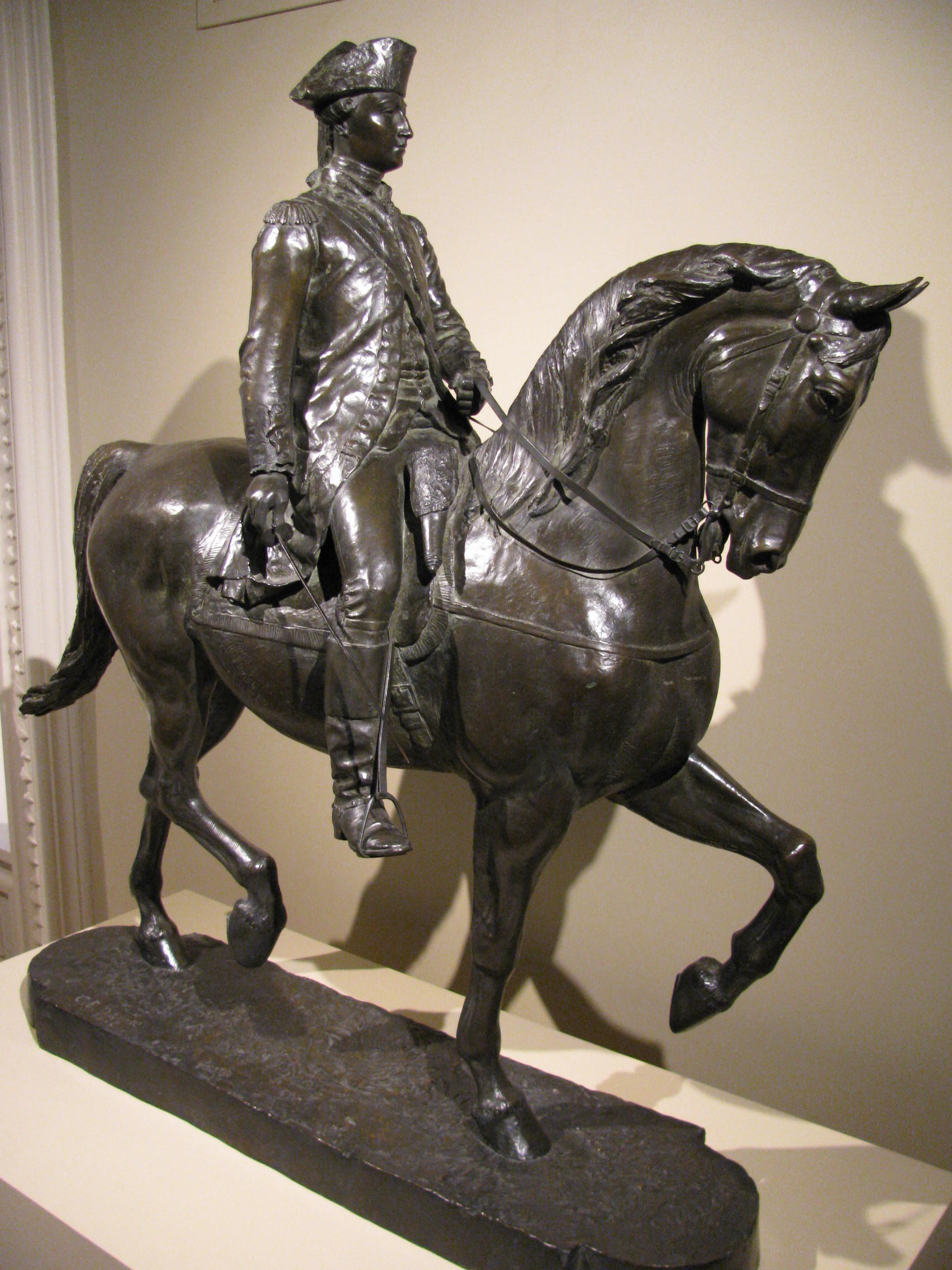
Lafayette, Smithsonian American Art Museum, Washington, D.C.
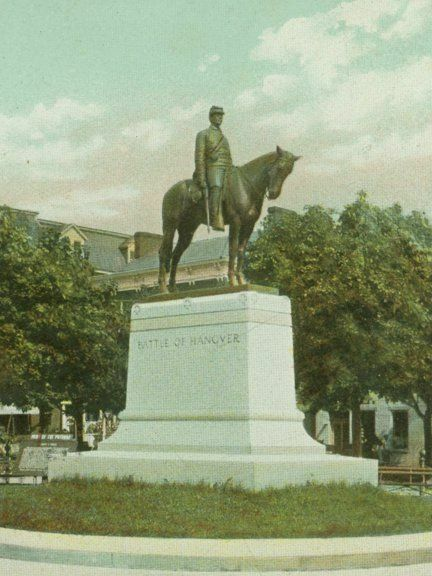
The Picket, Hanover (Pennsylvanie)
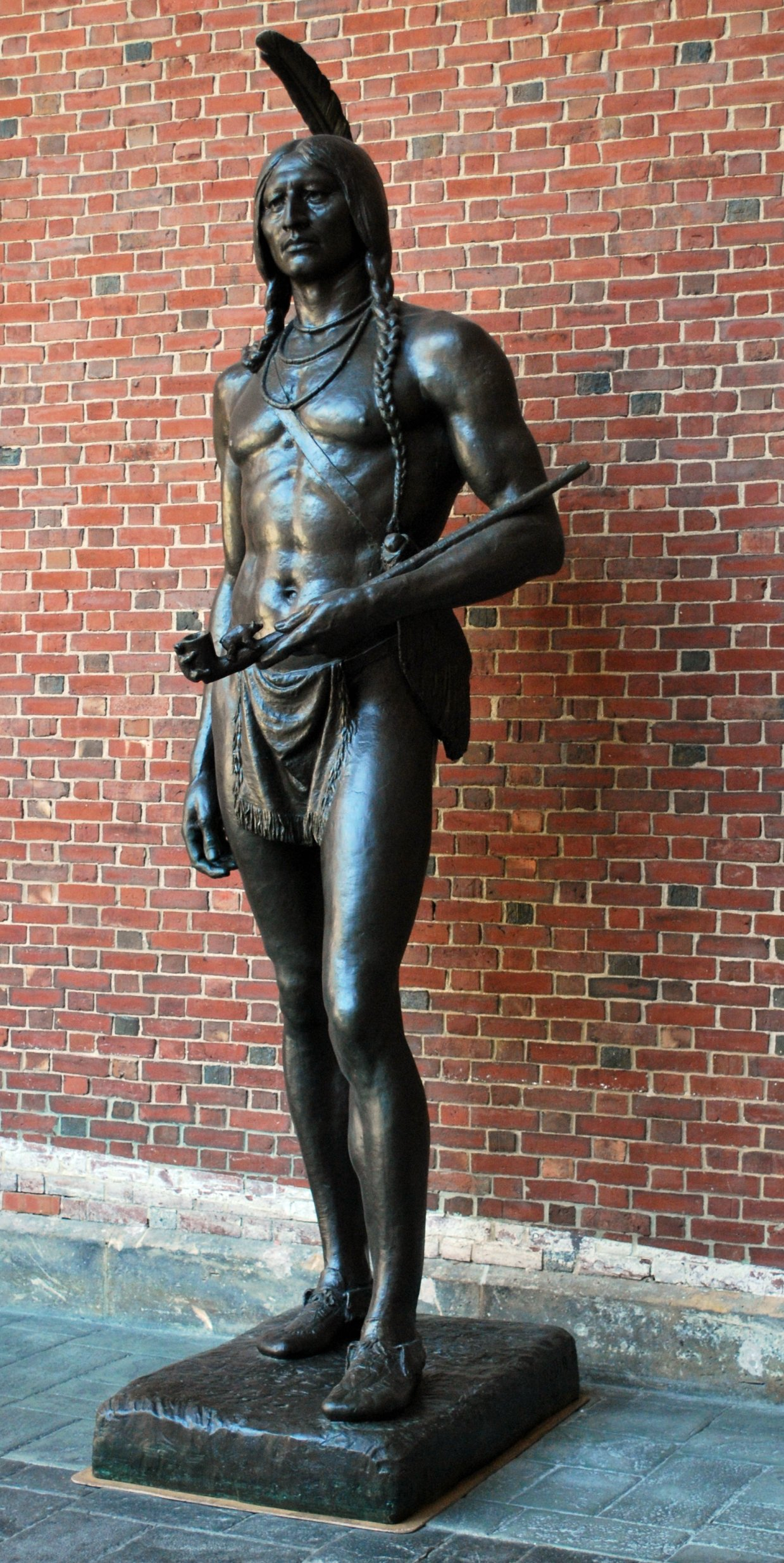
Chief Massasoit, Dayton Art Institute, Dayton (Ohio)
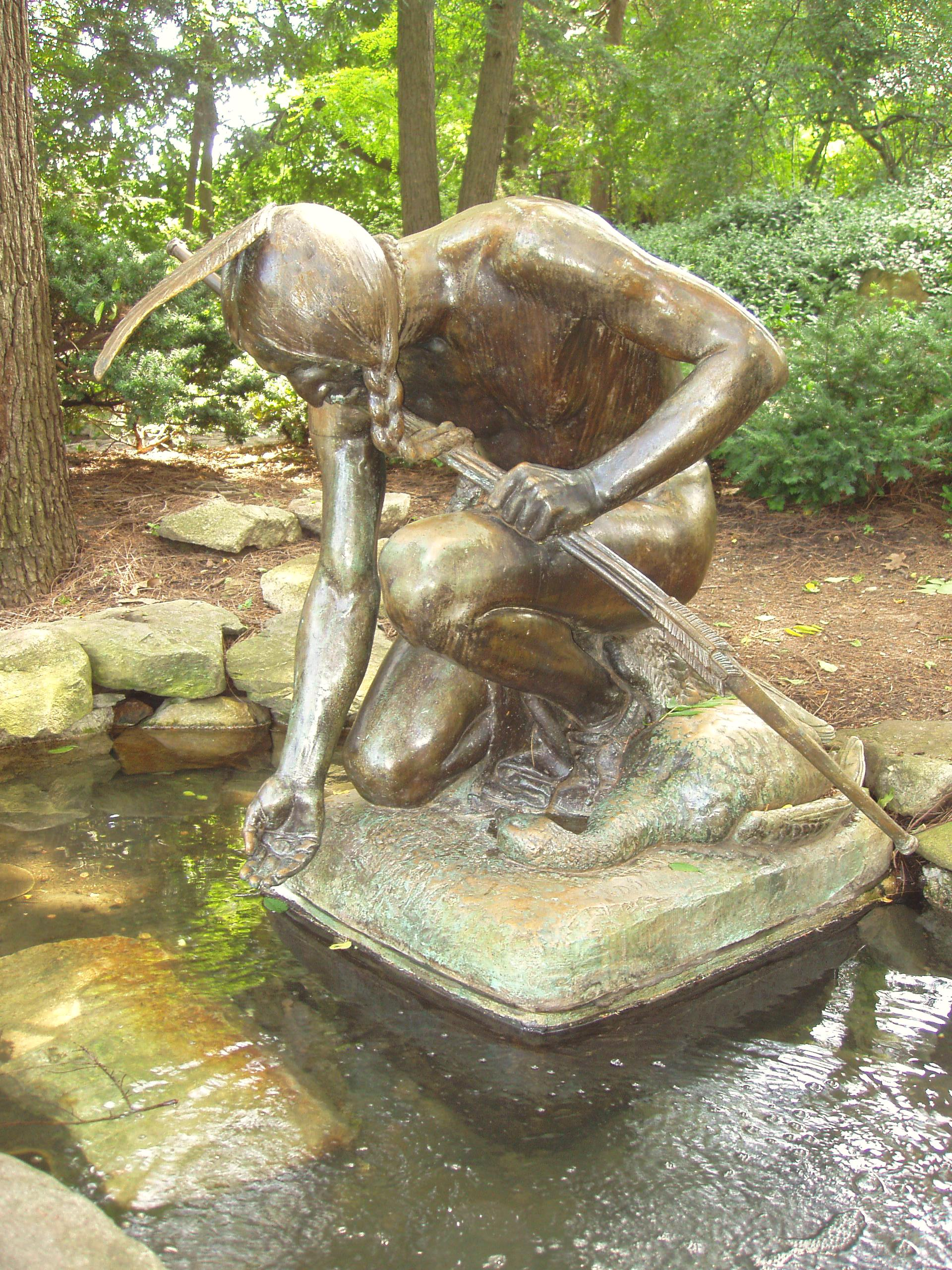
Menotomy Indian Hunter (1911) à Arlington (Massachusetts)
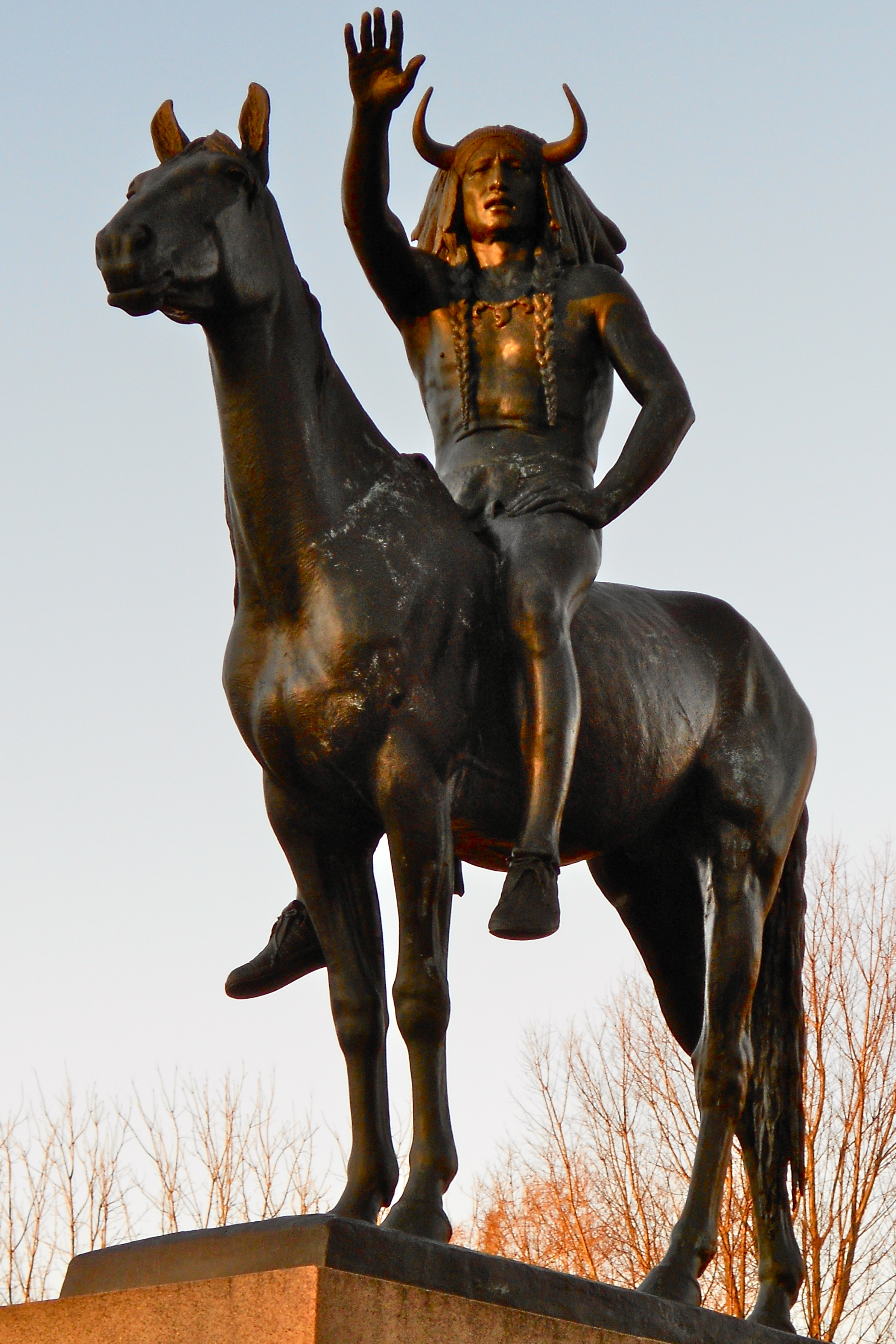
Medicine Man